# Corus Entertainment
Corus Entertainment Inc.: é uma grupo de mídia multinacional canadense, e um conglomerado de entretenimento que atua em vários países do mundo, incluindo o Brasil e Portugal.
A Corus é um importante produtor canadense de televisão e rádio da especialidade com o capital adicional em televisão por assinatura, publicidade, televisão, publicação de livros e animação infantil. As marcas da empresa incluem entretenimento multimídia, CMT, Teletoon, Nelvana, Nickelodeon, e outras marcas.
Sua divisão de rádio inclui as estações de rádio nos principais mercados, como Toronto, Winnipeg, Manitoba, Edmonton e Calgary, em Alberta, e Vancouver, British Columbia. Corus possui 50 estações de rádio no Canadá e 5 estações internacional adquirida na Colômbia, Venezuela, Brasil e Chile, e é a quarta maior emissora de rádio no Canadá, atrás Astral Media, Media Broadcasting Rogers e Newcap. Foi o maior proprietário de emissoras de rádio no Canadá até 2007, quando Astral Media adquiriu Standard padrão de rádio transmissão (agora Slaight Comunicações).
a maioria da Corus Entertainment são eleitores ", realizado pelo fundador da JR Shaw e sua empresa familiar, possui operador de cabo, que também Shaw Communications, a Corus que dividiu em 1999. Além do acionista controlador comum, e apesar de haver relatos ocasionais de meios de contraste, a Corus ea Shaw são empresas independentes. No entanto, eles mantêm laços estreitos com alguns problemas, por exemplo, a Corus opera serviços de publicidade (por exemplo, listas canais de televisão e anúncios publicitários) são os sistemas de cabos submarinos de propriedade de Shaw, e Shaw é um cartaz frequentes sobre a Corus canais nacionais Apesar de uma presença nacional. Por outro lado, atualmente na ligação ou de programação comuns estações de televisão convencionais da Corus (como Chex-TV) e Shaw (por exemplo, CJBN-TV). Corus Entertainment doou 100.000 dólares para as vítimas do terremoto no Haiti.
Em julho de 2010, a Walt Disney Company, com as ações da companhia recuaram com a Corus Entertainment, e depois houve problemas com os acionistas, com um aumento de capital de baixo. este grave problema, os acionistas da Walt Disney decidiu alianças plataforma com Astral Canadá Media.
Segundo o TSE poderá devolver as ações da Walt Disney com a Corus Entertainment, mas deve pagar uma multa de 5.000 milhões de dólares canadenses, ou se os acionistas da Corus Enterainment retorna com The Walt Disney Company, em dezembro de 2014.

## História e Linha do Tempo

### 1996
- John M. Cassaday, Heather Shaw e Hal Blackadar eram funcionários da empresa operadora de cabo Shaw Communications em Vancouver. Logo eles foram demitidos por falta de pagamento do salário desde novembro de 1995.
- Ao mesmo tempo, os três decidiram criar uma empresa chamada como Damaer Inc. como uma empresa de projeto.

### 1997
- Damaer Inc. foi uma empresa de mídia independente, baseada em Toronto, e também foram comprados estações independentes, tais como CBC-TV Chex em Peterborough, Ontário, e duas outras redes, como TV e CKWS CHEZ-TV 2.
- Damaer estava planejando comprar e adquirir estações de rádio, as primeiras estações que foram comprados são CFGQ, CHQR e CKRY em Alberta e depois comprou quatro estações em duas províncias.

### 1998
- No outono de 1998, criou alguns novos diretores da Damaer Company Inc.
- três estações em Ontário foram compradas pela mesma empresa.
- Além disso, alguns executivos da empresa disseram que damaer inc passou uma crise econômica da empresa e estava prestes a largar tudo. Cassaday decidiu tomar medidas drásticas para salvar a empresa, ou perder tudo.

### 1999
- Damaer Inc. gastou mais de 1 bilhão de dólares canadenses para comprar várias estações independentes em cada província e criou um grupo de executivos mudança Damaer Corus Inc Company Inc., e 1 de setembro de 1999 o ex-Damaer Inc. é declarado o processo liquidação e fechou suas operações, e todas as estações de rádio e televisão são transferidos para a nova empresa.

- Em setembro de 1999, a Corus Entertainment, em parceria com CHUM Limited lança canal de televisão canadense Aprendizagem (CLT).

### 2000
- A virada do milênio, Nelvana Corus Entertainment compra produtor após Shaw Communications vendeu a produção de problemas de negócios e logo foram adquiridas duas estações de rádio independentes em Quebec dono de outras empresas não nacionais, e em Abril de 2000 se insere o TSE[desambiguação necessária].
- Durante o Verão, o novo milênio, a empresa compra a Corus Entertainment jornal Toronto Star, que serviu para o desenvolvimento da empresa.
- Em outubro, Shaw Communications processou porque Corus Entertainment Corus seria o negócio da empresa com acionistas para assumir o controle do canal YTV. O caso em tribunal Toronto Corus Entertainment e não assume o controle de YTV.
- A demanda continuou depois de comprar várias estações de rádio em três províncias, mas o Conselho Canadense de Radiodifusão e Telecomunicações, foi condenada a Corus Entertainment para parar, e condenou a agência a abrir novas licenças de rádio.

### 2001
- Em março de 2001, novas estações continua a abrir em Quebec e Ontário.
- Em junho daquele ano, a Corus Entertainment adquiriu os cadeia Telelatino.
- Compra depois W Network.
- De outubro de 2001, a Corus Entertainment em parceria com a Turner Broadcasting System, assinaram um acordo para a transferência de série canadense no Cartoon Network dos Estados Unidos e depois para a área brasileira.
- Corus Entertainment e Discovery Communications lança Discovery Kids para o Canadá.
- Antes do 11-S, a Corus Entertainment Drive-In Clássicos nasceu enquanto lança SCREAM.
- Depois do 11-S, a Corus Entertainment em parceria com a Viacom comprou CMT Canadá após Rogers Communications foi removido por violação de um contrato legal.

### 2002
- Corus Entertainment, adquiriu Locomotion (falecido), na sequência desse grupo Claxson Interactive Group Latin America (uma divisão da Venezuela Cisneros Group Company) foram retirados de suas ações, pois não foi suficiente para pagar a reivindicação.
- Durante os meses de março e agosto de 2002, a Corus Entertainment abriu 12 estações de rádio e três compradas.
- Em abril, a Corus Entertainment adquiriu Treehouse TV.
- Em setembro, os certificados de aquiere Corus Entertainment, como a MTV CTVglobemedia pertencente a uma subsidiária da Viacom Inc.
- em novembro, mais de 50 empregados foram demitidos por motivos desconhecidos, ea demanda veio do Ministério do Trabalho e propôs uma demanda para Corus Entertainment, por falta de leis federais, logo retornou 90 trabalhadores os seus empregos.

### 2003
- Corus Entertainment, comprou um Movie Central.
- No final de Março de 2003, a Corus Entertainment e Astral Media adquire Teletoon.
- e abriu duas estações de rádio e anunciou que vendeu um único, na província de British Columbia.
- Em agosto de 2003, a Corus Entertainment compra CINAR produção depois do caso de Charest e Weinberg.
- Em novembro, a Corus Entertainment, começa nas alianças de negócios internacionais, como a Turner Broadcasting Systems Inc. e Viacom.

### 2004
- Em março de 2004, a Corus Entertainment é criado Kids Press.
- No início de maio, Bell TV, direto Shaw, Shaw, o acesso às comunicações e TELUS vendeu a TV Moviemax!, Mas depois comprou Corus Entertainment Moviemax! e foi alterada pela Encore Avenue.
- Em outubro de 2004, a Corus Entertainment Locomotion vendido por falta de criatividade e imaginação, virou o canal para os proprietários da empresa na Argentina Pramer.

### 2005
- John M. Cassaday é o novo presidente da Corus Entertainment Inc. como um substituto para Thomas J. Koves.
- Corus Entertainment, em parceria com o negócio dos operadores de satélites para criar SKY TG24 SKY.
- Em maio de 2005, a Corus Entertainment assinou parcerias com a American Televisão e Televisão Andina Peru para as transmissões da série canadense. Além disso, o Brasil também obtiveram licenças para transmissão de programas canadenses da Rede Globo, Rede Record, SBT, Band, RedeTV! entre outras cadeias.
- Em agosto de 2005 Corus Entertainment, em associação com Italo Rosati, Romeo Di Battista, Joseph Vitale para a criação de Telelatino Networks Inc. para a exploração de novos canais, no futuro, TLN espanhol, italiano e EuroWorld Sport Mediaset.
- Em novembro, a Corus Entertainment em parceria com o grupo de mídia mexicano Televisa, para as promoções de shows, como os produtos e mercadorias.

### 2006
- Corus Entertainment compra de rádio e televisão Corporation of Canada hispânica. (Inclui Hispanovisión, Tele5 estação e Echoes of Canada).
- Para procurar negócios internacionais maio 2006, a Corus Entertainment, uma vez que entra na CJR NYSE.
- Em março de 2006, após a morte do jornalista e radialista colombiano Jaime Navarro Parra, os executivos da Cadena Super vendidos e entregues aos executivos da Corus Entertainment, sob a direção de seu filho José Carlos Navarro.
- Em agosto de 2006, a Corus muda de nome para Cookie Jar Entertainment CINAR e agora como um produtor de semi-independentes.
- Em outubro de 2006, a Corus cria duas novas estações, como proposta final e retorna para a loja de rádio.
- Em dezembro de 2006, a Corus Entertainment e NBC Universal dos Estados Unidos foi criado como um projeto piloto chamado Kids of Canada (Crianças no Canadá).

### 2007
- Corus Entertainment, em parceria com ION Media Networks, NBC Universal, o Media Classic, Big Idea Productions e Scholastic Corporation criou um canal chamado Canal Qubo para os Estados Unidos ea América Latina (pelo menos no Brasil) como um bloco na Telemundo.
- O projeto como uma maneira de fazer no mercado internacional como KidsCo.
- Em maio de 2007, a Corus Entertainment adquire Trafford Publishing.
- Em junho, o canal fecha Radio Italia e Leonardo World pela baixa audiência.
- Em agosto de 2007, a Corus entrou no negócio com o espanhol Grupo Prisa
- Em setembro, a Corus Entertainment Networks Corus personalizada é criada.
- No final de novembro, Telelatino Networks Inc. lança canal Telelatino TLN ou espanhol.

### 2008
- durante o mês de março, a Corus Entertainment foi criada uma loja para vender, para todos é chamado International Corus, DVDs da série Teletoon do Canadá e YTV atualmente possui 15 filiais no Canadá e as leis de distribuição não pode distribuir este marcar, mas lojas de DVD normal de toda a América Latina com a venda da série canadense no México, Colômbia, Venezuela e Brasil têm uma marca distinta similar ao International Corus, a Corus chamado Brasil.
- Em maio de 2008, a Corus Entertainment adquiriu a quota de 50% de toda a mídia chilena Bío Bío Comunicações.
- Em julho de 2008, a Corus Entertainment ganhar 900 dólares no primeiro trimestre.
- Em agosto, a Corus Entertainment, adquiriu 50% da Unión Radio Circuito proprietários carmera Negócios (donos da cadeia venezuelana Televen.)
- Em agosto de 2008, após os Jogos Olímpicos de Pequim 2008, a Corus Entertainment e que o governo chinês assinou parcerias para a difusão da série canadense do canal CCTV crianças chinesas, e problemas de negócios, o projeto foi cancelado. e agora séries canadenses são emitidos para outros canais privados na China.
- Corus Entertainment, em parceria com Sparrowhawk Media Group e Cookie Jar Entertainment para criar o primeiro canal KidsCo em Espanha. Além disso, a empresa de distribuição de canais temáticos Chello Multicanal, obteve a licença para emitir em cadeia KidsCo em Espanha.
- Em setembro de 2008, a Corus Entertainment em parceria com a Hearst Corporation, para criação de Cosmopolitan TV, e foi um grande sucesso, lançou as versões para a América Latina e Brasil.
- Em outubro de 2008, em parceria com a Corus Entertainment e Astral Media Time Warner cria HBO em Canada
- Em novembro de 2008, o canadense Learning Television VIVA renomeia a companhia após CHUM Limited é declarada a falência através da aquisição por CTVglobemedia.

### 2009
- Em janeiro de 2009, a Corus Entertainment compra canadense página digital Digital Post e vários dias depois modificações à Corus Digital Post.
- Fevereiro, a Corus Entertainment e do governo de Porto Rico começou a transmitir a série único canadense redes independentes, ou seja, mais de 50 estações, o projeto foi um grande sucesso. Além disso, WAPA-TV é o único canal que transmite em série Inglês e canadense traduzida em espanhol.
- Abril de 2009, a Corus Entertainment adquiriu os cadeia na Venezuela, Canal i, proprietário de Wilmer Ruperti com um valor de C $ 10.000 o que equivale a 900 mil bolívares (Bs 900 mil milhões dos antigos).
- De maio de 2009 Corus Entertainment adquire Canadian Radio Rede Canadá e de propriedade da Rádio e Televisão Corporação Português Canadá.
- Agosto de 2009, Drive-In Clássicos é renomeado para o Sundance Channel.
- após a compra de Newfoundland Capital Corporation Limited.
- Corus Entertainment, lançou o Cookie Jar Group, como produtos de seus programas de TV como o Cookie Jar Jar Jar e Cookie Cookie Toons Kids Network, para os Estados Unidos e partes do Brasil. Além disso, Cookie Cookie Jar Jar Lançamentos em DVD para a venda de sua série para crianças tão jovens quanto em CD.
- Junho de 2009, renomeado para SCREAM Dusk.

- Setembro de 2009, a Corus Entertainment e Viacom lança primeiro canal Nickelodeon, Discovery Kids sucessor.
- Novembro de 2009, a Corus Entertainment e Australian Broadcasting Corporation começou a transmitir a série canadense, em três ABC da Austrália, que foi lançado um mês depois.
- Em dezembro de 2009, a Corus Entertainment, em parceria com Dreamia - Serviços de Televisão (50% da ZON, 50% da Multicanal) lançam Panda Biggs, tornado também accionista do Canal Panda.

### 2010
- Corus Entertainment, em parceria com Amilcare Dallevo e Marcelo de Carvalho proprietários RedeTV!, Para a transmissão de séries de televisão do Canadá no Brasil.
- março 2010 em parceria com a Corus Entertainment para lançar Stingray Digital Max Trax.
- Corus Entertainment cria Deepsky.
- Em abril de 2010, a Corus Entertainment adquire brasileira Rede Antena 1.
- Filmes W sextv mudanças de nome, o pagamento do primeiro canal pornográfico.
- Em junho de 2010, a Corus Entertainment, em parceria com a empresa italiana Mediaset Gruppo Mediaset para a criação da Itália.

### útil seguinte
- Entre vários dias, a Corus Entertainment em parceria com o site Youtube para a criação de Youtube-C. que todas as séries do Canadá será jogado no youtube para o Brasil.
- Corus Entertainment anuncia a possível aquisição do Paraguai Paravisión cadeia, porque este canal de televisão canadense séries A ou Canadense, o canal não tem dono.
- Corus Entertainment, em associação com o Canal 13, na Colômbia, para a série de TV canadense rede de transmissão, com 10% de suas ações.

## Grupos

### Canais de televisão
Corus&Viacom Inc.
- Country Music Television.
- Nickelodeon.
- YTV. (Viacom não possui, mas tem 2,3%)
- Comedy Central (2011).
- MTV Canada (30%).
- BET Canada (Possível).

Telelatino Networks Inc.
- Telelatino (Inglês / Francês).
- TLÑ en Español (TLN em espanhol).
- EuroWorld Sport.
- Mediaset Italia (Mediaset Itália).
- SKY TG24.

Faltando Canais
- Leonardo World (Leonardo Mundo).
- Video Italia.

Canais de TV a cabo
- Treehouse TV.
- Viva.
- W Movies (Antes sextv: O Canal).
- W Network.
- Sundance Channel.
- Food Network.
- Encore Avenue.

NBC Universal
- Kids Co.
- Qubo.
- Studio Universal.
- Liv.
- Telemundo.

Corus é proprietário minorista em :
- Food Network Canada (22.58%)
- Walt Disney Company (Aposentou-se como um accionista por questões de acionistas, o baixo crescimento do capital estrangeiro, a falta de contrato legal, a falta de fiadores e falta de desafio business to business)
- Televisa (12,50%)
- Organizações Globo
- Turner Broadcasting System (9,53%)
- Prisa (22.12%)
- TeleTV (14,8%)
- NBC Universal (14,65%)
- Viacom Inc. (acionista)

### Produção
- Nelvana (Estúdio de animação)
- Cookie Jar Entertainment (30%)

## Estações de Rádio
- Barrie - CHAY, CIQB
- Burlington - CJXY
- Calgary - CFGQ, CHQR, CKRY
- Cambridge - CJDV
- Collingwood - CKCB
- Cornwall - CFLG, CJSS, CJUL
- Edmonton - CHED, CHQT, CKNG, CISN
- Gatineau - CJRC
- Guelph - CIMJ, CJOY
- Hamilton - CHML, CING
- Kingston - CFFX, CFMK
- London - CFPL, CFPL-FM
- Montmagny - CFEL
- Montreal - CFQR Q92, CHMP 98,5 FM, CINF Info690, CINW 940Hits, CKAC CorusSports, CKOI
- Peterborough - CKRU, CKWF
- Quebec City - CFOM
- Saguenay - CKRS
- Saint-Jérôme - CIME
- Sherbrooke - CHLT, CKOY
- St. Thomas - CFHK
- Toronto - CFMJ, CFNY, CILQ
- Trois-Rivières - CHLN
- Vancouver - CFMI, CFOX, CHMJ, CKNW
- Winnipeg - CJKR, CJOB
- Woodstock - CKDK